# Þjóðveldisbærinn Stöng
Þjóðveldisbærinn Stöng är ett isländskt friluftsmuseum och historiskt museum i Þjórsárdalur i Suðurland.
Den ursprungliga bondgården Stöng var en av tjugo bondgårdar i Þjórsárdalur, som ödelades under tefra och aska vid Heklas utbrott 1104. Detta utbrott var Heklas första efter grundarperioden på 800-talet. Åtta av dessa bondgårdar har grävts ut, men enbart de välbevarade resterna av Stöng, som grävdes ut 1939, finns kvar ovanför markytan. De andra har täckts över igen.
Det nuvarande Stöng, Þjóðveldisbærinn Stöng, ligger sju kilometer söder om den ursprungliga gården och är en rekonstruktion av tre byggnader, bland annat ett långhus, vilka ursprungligen stod i det ursprungliga Stöng. Rekonstruktionen gjordes 1974 som en del av Islands firande av 1100-årsminnet av den första permanenta bebyggelsen på Island 874.